# Punta Mogotes
Punta Mogotes es un suburbio, accidente geográfico y un complejo costero en la provincia de Buenos Aires, República Argentina, formado por un conjunto de balnearios ubicados en las playas situadas al sur del puerto de Mar del Plata, que limita con los barrios Colinas Peralta Ramos, Bosque Peralta Ramos y Faro Norte.

## Historia

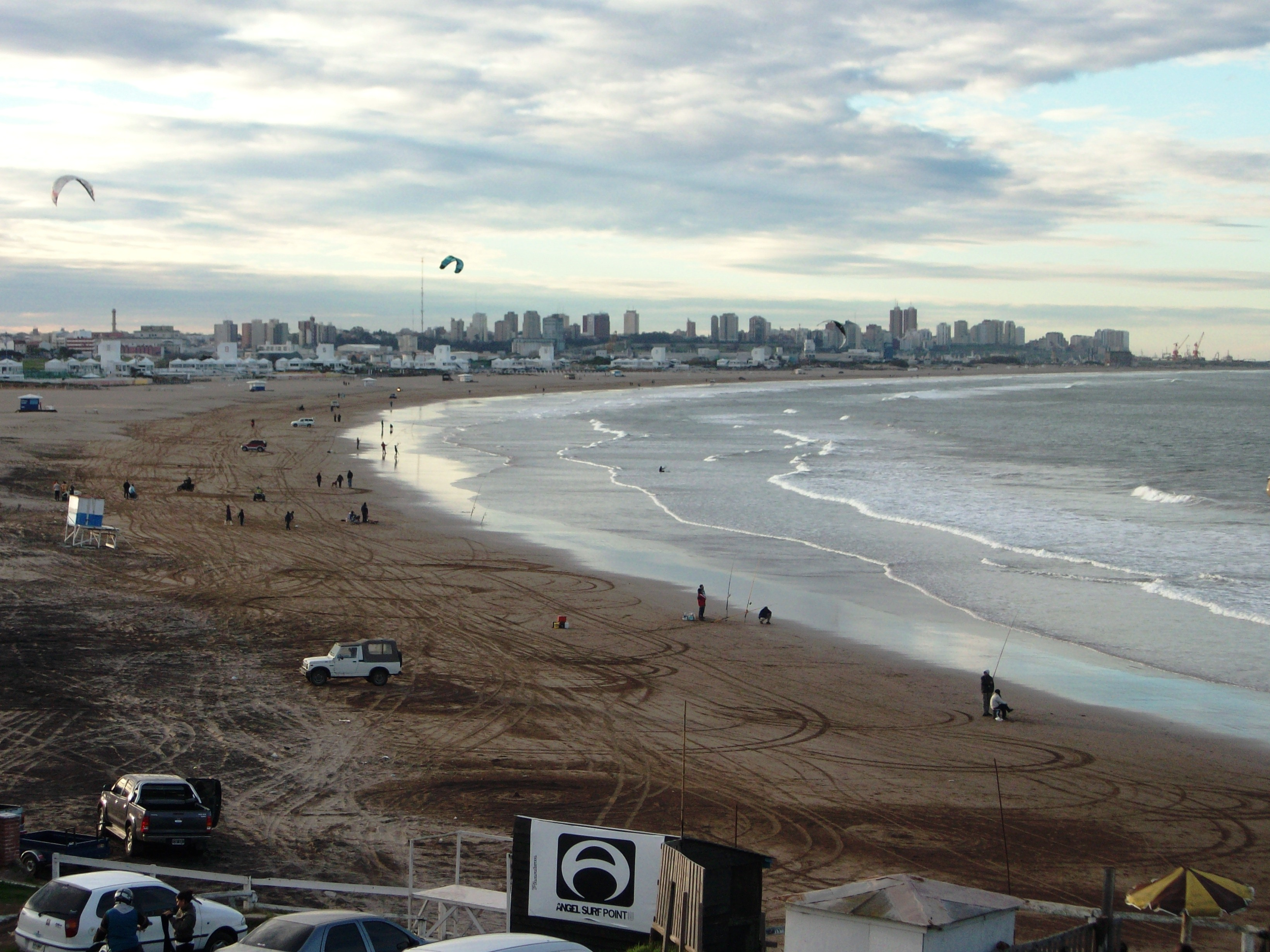
Las playas del complejo Punta Mogotes.

Las playas de Punta Mogotes se caracterizaban por estar en un marco natural de médanos, lagunas con bañados y pastizales naturales costeros propios de la llanura de la pampa húmeda que se ubicaban paralelos al Mar Argentino.
En las décadas de 1940 y 1950 la zona empezó a crecer con la idea de unas playas tranquilas alejadas del centro de Mar del Plata, en los límites mismos de la ciudad de entonces.
En 1979, bajo la gestión del entonces intendente de facto Mario Russak, comenzó la construcción de un complejo de 24 balnearios en su costa. El "Complejo Punta Mogotes" fue inaugurado en enero de 1981, con presencia del dictador Jorge Rafael Videla.
Con esta construcción se ganó urbanización y en servicios y si bien se perdió el primitivo paisaje natural, las obras conservaron los antiguos espejos de aguas y urbanizaron playas que antes eran agrestes. El conjunto de balnearios es propiedad de una sociedad estatal mixta, integrada mayoritariamente por el Gobierno de la Provincia de Buenos Aires (que proveyó el crédito para la construcción) y el Partido de General Pueyrredón. La construcción del complejo dio un gran impulso para el barrio de Peralta Ramos y los demás barrios ubicados al sur de la ciudad.
Si bien el complejo de balnearios es propiedad de una sociedad estatal mixta el mismo es administrado mayoritariamente por el gobierno de la Provincia de Buenos Aires quien designa un administrador general. La Municipalidad de General Pueyrredón mantiene vigente el reclamo histórico de administrar el complejo. Los sucesivos gobiernos provinciales han negado el traspaso, impidiendo a la ciudad cuidar la imagen de los emblemáticos balnearios, los espejos de agua y el parque público, que se ven degradados por falta de mantenimiento y concesiones inconsultas manejadas desde su administración.

## Atractivos
El complejo de Punta Mogotes está formado por un conjunto de balnearios construidos en su costa, uno de los más extensos de Mar del Plata y cuenta con gran cantidad de servicios.
En el límite sur de sus playas se halla también el Faro Punta Mogotes, que fue inaugurado en 1891. Desde septiembre de 2014 funciona en el predio del Faro el Espacio para la Memoria y la Promoción de los Derechos Humanos ex ESIM (Escuela de Suboficiales de Infantería de Marina).
Posee el área protegida de lagunas de Punta Mogotes, conformado por un conjunto de cuerpos de agua y un espacio terrestre periférico. El agua de estas fluye hacia las lagunas de la Reserva natural Puerto Mar del Plata.

## Población
Según el INDEC, integra el aglomerado urbano de Mar del Plata, compuesto también por las localidades de Belgrano, Colina Alegre, Parque La Florida, Parque Palermo, Parque Hermoso,  Camet y Estación Camet.